# Čojr
Čojr (in mongolo Чойр) è una città della Mongolia, capoluogo della provincia del Gov’-Sùmbėr, e si trova nel distretto (sum) di Sùmbėr. Aveva, nel 2000, una popolazione di 8.983 abitanti. Dista 250 km dalla capitale Ulan Bator e si trova lungo la ferrovia Transmongolica.

## Geografia fisica
La città si trova in un'area di depressione, 500 m più bassa della regione circostante, lunga 150 km e larga dai 10 ai 20 km, denominata "depressione di Čojr". Ricerche iniziate nel 1955 hanno evidenziato la presenza di uranio nella zona, portando all'identificazione, nel 1970, del deposito di Haraat.

## Storia
Čojr è stata una base militare durante l'epoca sovietica e, nel 1989, la base missilistica è stata chiusa. La rampa di lancio giace ora abbandonata 25 km a nord della città. Nel 1992 il quartiere militare è passato sotto la giurisdizione della provincia del Gov'-Sùmbėr. Vicino alla stazione ferroviaria si trova il monumento commemorativo del primo cosmonauta mongolo Žùgdėrdėmidijn Gùrragčaa

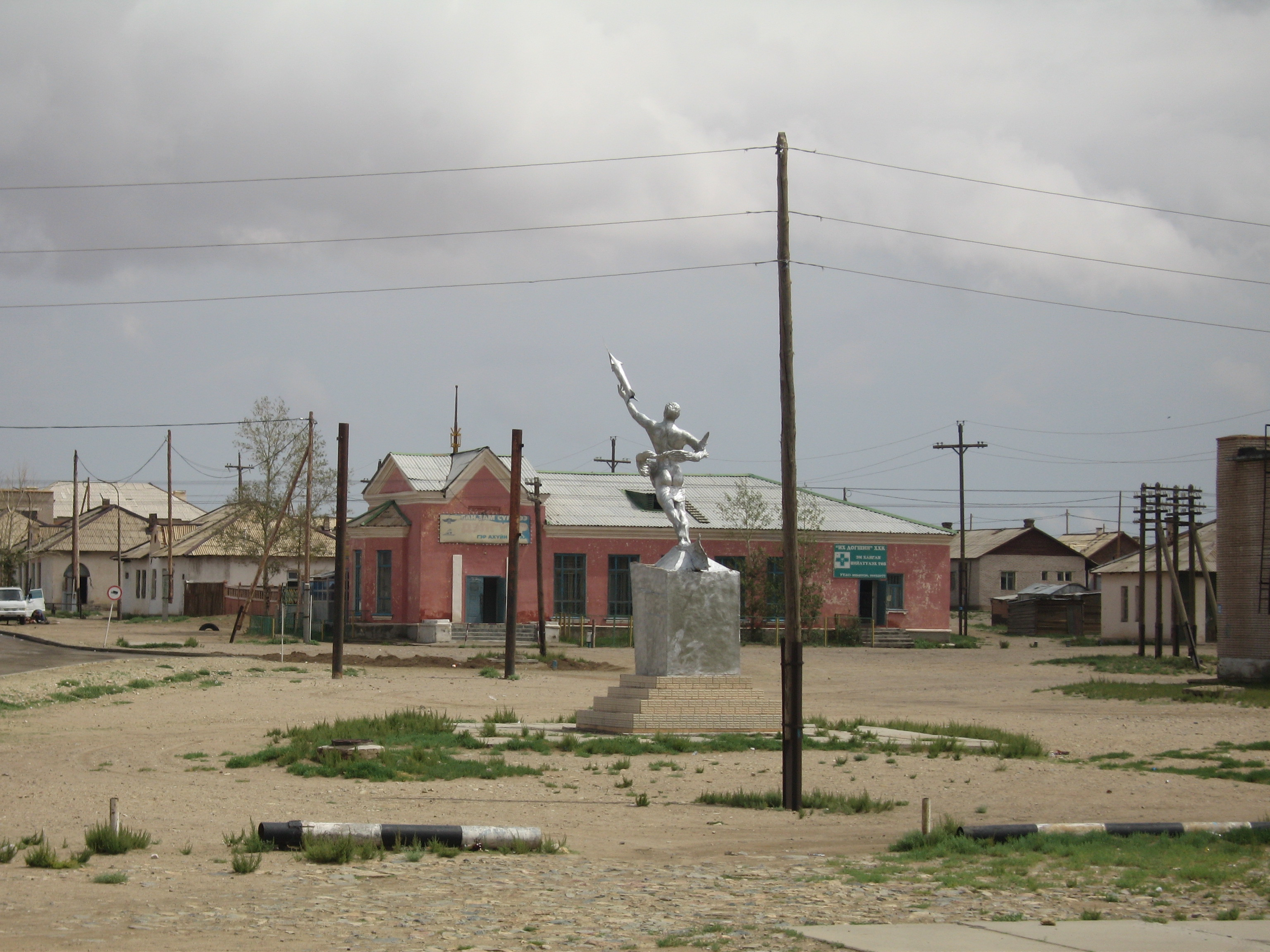
La statua del cosmonauta Žùgdėrdėmidijn Gùrragčaa